# Bernat Picornell Richier
Ne doit pas être confondu avec Bernat Picornell.
Pour les articles homonymes, voir Picornell et Richier.
Bernat Picornell Richier, né à Marseille le 31 décembre 1883 et mort en 1970 à Barcelone, est un champion de natation.

## Biographie
Fils d'un capitaine majorquin dont la famille vit à Marseille, le jeune Bernat participe aux championnats de natation qui se déroulent dans la cité phocéenne.
Il rejoint la ville de Barcelone en 1905, où il poursuit sa passion pour le sport. 
En 1907, il fonde, avec le sportif Manuel Grau Solé (surnommé Don Gimnàs), le Club Natació Barcelona. Le club s'installe dans le quartier balnéaire de La Barceloneta, près de la plage de Sant Sebastià.
Précurseur de la natation en Catalogne, il publie ses chroniques sportives dans le journal le El Mundo Deportivo. 
Il est un ami personnel du baron Pierre de Coubertin.

## Postérité
Les Piscines Bernat Picornell, situées sur la montagne de Montjuïc, au cœur de l'Anneau olympique de Montjuïc, site des Jeux olympiques de 1992 et des Championnats du monde de natation 2013, portent son nom.